# Zamek w Barze

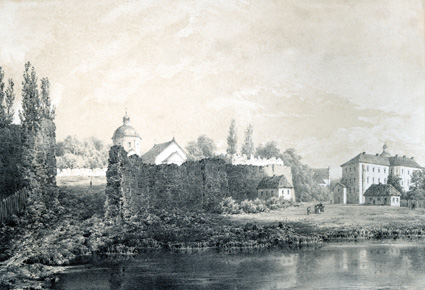
Widok zamku od strony rzeki Riw, Napoleon Orda

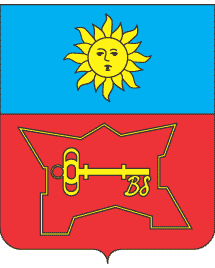
Herb

Zamek w Barze – twierdza zbudowana na Kresach południowo-wschodnich, w miejscu granicznym między szlakami kuczmańskim i czarnym, wiążąca rejony systemu obronnego Rzeczypospolitej.
Twierdza była jednym z trzech kluczowych punktów oporu Rzeczypospolitej od strony Dzikich Pól.
Starościński zamek w Barze był główną kwaterą hetmana Stanisława Koniecpolskiego, który go znacznie rozbudował w latach 30. XVII w.

## Historia
Warownia została wzniesiona pod koniec XIV w. przez ród Koriatowiczów. Książęta Koriatowicze byli rodem litewskim, pochodzącym od Koriata Gedyminowicza, który ziemię barską otrzymał od Olgierda, wielkiego księcia litewskiego. Król Polski Władysław Jagiełło w 1386 r. potwierdził ten przywilej. W owych czasach miejscowość nosiła nazwę Rów, od przepływającej w pobliżu rzeki Rów. W 1430 r., po śmierci ostatniego przedstawiciela rodziny Koriatowiczów, ziemia barska znalazła się w Koronie Królestwa Polskiego, a starostwo w zamku objął przedstawiciel króla Polski. W 1431 r. warownia obroniła się przed wojskami tatarskimi. W 1452 r. zamek został zdobyty i doszczętnie zniszczony, a jego starosta, Stogniew Rej, wraz z żoną znaleźli się w niewoli. Do końca XV w. jeszcze kilkakrotnie następowały najazdy tatarskie i za każdym razem odbudowywano warownię.
W 1456 r. nowy właściciel grodu, wojewoda Andrzej Odrowąż, dostał zgodę Kazimierza Jagiellończyka na odkupienie ziem od spadkobierców poprzedniego starosty, Stogniewa Reja. W 1537 Stanisław II Odrowąż, wojewoda podolski, sprzedał królowej Bonie należące do niego ziemie wraz z Rowem, czterema miasteczkami i około czterdziestoma wioskami. Bona zmienia nazwę miejscowości na Bar, na pamiątkę dziedzicznego księstwa swego Bari we Włoszech. Następnym starostą był Bernard Pretficz, bohater Podola, a po nim w latach 1610–1614 starostą był hetman Stanisław Żółkiewski. W 1636 na zamku miał swoją siedzibę Stanisław Koniecpolski.
W czasie powstania Bohdana Chmielnickiego w 1648 roku Bar został zdobyty przez pułkownika kozackiego Maksyma Krzywonosa, a wszyscy mieszkańcy wymordowani.
Na mocy traktatu zawartego w Buczaczu, od 1672 r. Bar znalazł się pod panowaniem Turcji. W 1674 wojska polskie pod wodzą Jana III Sobieskiego zdobyły Bar, ale wkrótce ponownie został zajęty przez Turków. Po zawarciu pokoju z Turcją w roku 1699 powrócił wraz z Podolem do Polski.
29 lutego 1768 w zamku została zawiązana konfederacja barska, która wzięła nazwę od twierdzy. Po kilku dniach oblężenia przez wojska rosyjskie, 20 czerwca Bar został zdobyty przez niezgodę Konfederatów.

## Architektura
Pierwotna obronna warownia była budowlą drewnianą z wieżami, która została przebudowana z inicjatywy królowej Bony. Budowniczym i zarazem pierwszym starostą z jej nadania został Wojciech z Białobok Starzechowski, podkomorzy lwowski i starosta drohobycki, który opasał zamek wałami i zaopatrzył w działa. Jednocześnie w murze umieszczono tablicę mosiężną, przekazującą pokoleniom imię założycielki. Tama zbudowana na rzece spowodowała, że woda chroniła nowy zamek z trzech stron, powodując utrudnienia w dostępnie i zdobyciu warowni.
Hetman wielki koronny Stanisław Koniecpolski zamek umocnił i rozbudował w twierdzę bastionową otoczoną wysokimi na 6 metrów murami z 4 narożnymi bastionami. Autorem przebudowy był architekt francuski Guillaume Le Vasseur de Beauplan. Wówczas była to trzecia pod względem wielkości warownia na Podolu po twierdzy w Kamieńcu Podolskim i zamku Sieniawskich w Międzybożu.
Pod koniec XIX w. warowania była całkowicie zrujnowana. W XX wieku w miejscu twierdzy powstał park, w którym znajdują się tylko drobne pozostałości murów obronnych.

## Odniesienia w literaturze
Pierwszy tom Trylogii Sienkiewicza Ogniem i mieczem dotyczący powstania Chmielnickiego zamyka fraza Bar... wzięty!, odnosząca się do nieoczekiwanego zdobycia twierdzy przez powstańców. Los społeczności żydowskiej Baru po zdobyciu zamku przez zbuntowanych kozaków opisuje też Natan Hannower w X rozdziale księgi Jawen Mecula.